# Rakbladsmodellen

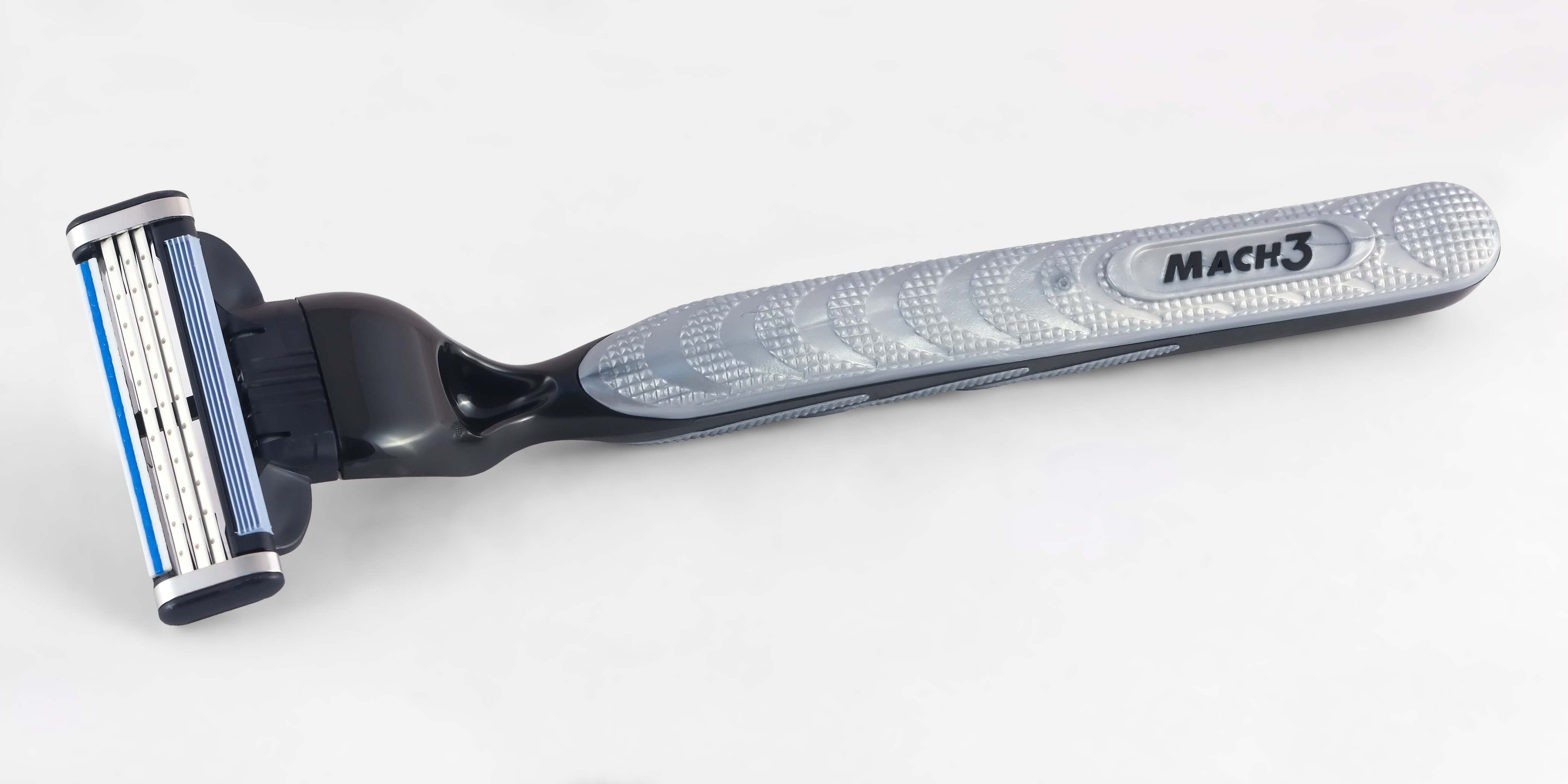
En rakkniv med sitt blad. Med rakkniv- och bladmodellen skulle rakkniv vara billigt men bladen skulle komma till en betydande kostnad.

Rakbladsmodellen är en affärsmodell där en artikel säljs till ett lågt pris (eller ges bort gratis) för att öka försäljningen av en kompletterande vara, till exempel förbrukningsvaror. Till exempel bläckstråleskrivare kräver bläckpatroner och spelkonsoler kräver tillbehör och programvara. Det skiljer sig från lockpriser och gratis prov-marknadsföring, som inte är beroende av kompletterande produkter eller tjänster. 
Även om konceptet med citatet: "Ge dem rakkniv; sälja dem bladen" lär ha kommit av King Camp Gillette, uppfinnaren av en rakkniv för engångsbruk och grundare av Gillette Safety Razor Company,  så kom inte Gillette på den här affärsmodellen.